# 甬钟

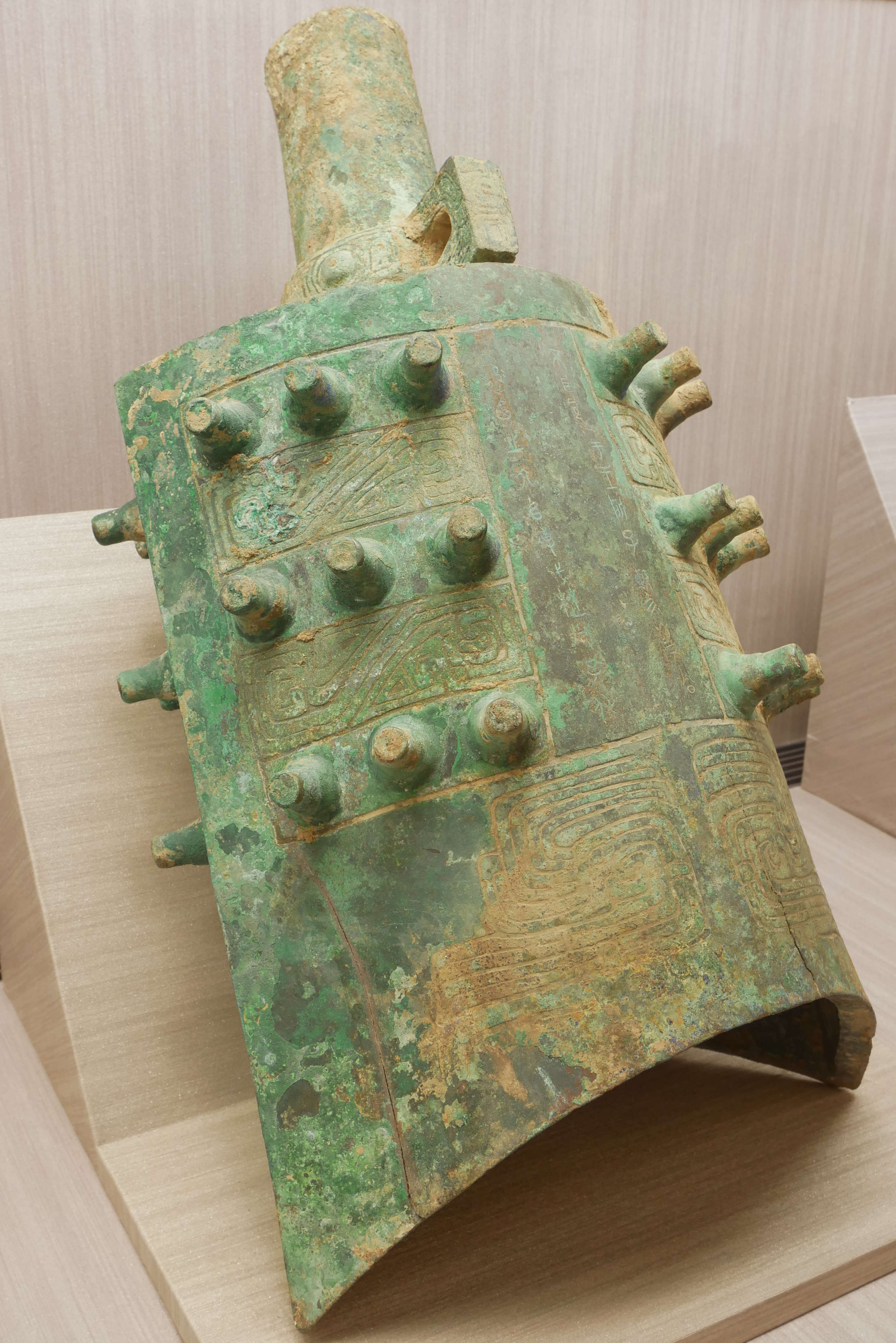
子犯龢鐘

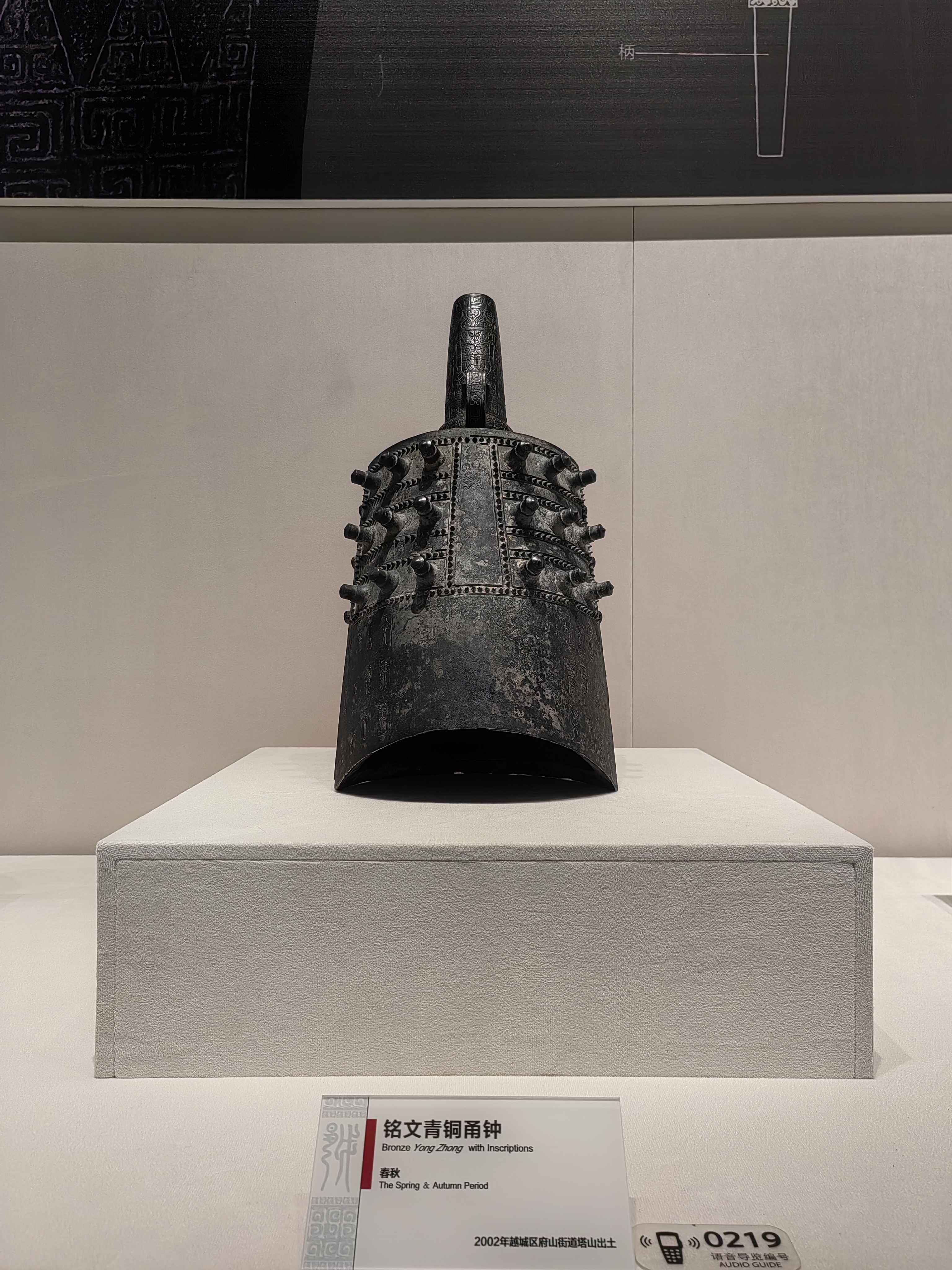
銘文青銅甬鐘

甬钟，又称为铜甬钟，是中国古代一种成编配套使用的打击乐器。甬钟的来源有两种说法，一种认为来源于商朝的南方大铙，一种认为来源于商朝的中原编铙。西周时，甬钟开始出现，这时的甬钟主要出土于陕西、山西、河南、湖南、湖北、江西等地，甬钟上刻有长篇铭文，是作礼器之用。春秋时期，甬钟出土的范围和数量都在扩大，特别是河南出土的王孙诰编钟，数量达到26件之多。到了战国时期，甬钟从铸造工艺、数量和音乐性能，达到了历史的顶峰，其代表作为曾侯乙编钟。